# Martynów (województwo lubelskie)
Martynów – kolonia w Polsce położona w województwie lubelskim, w powiecie radzyńskim, w gminie Komarówka Podlaska.
W latach 1975–1998 miejscowość administracyjnie należała do województwa bialskopodlaskiego.
Kolonię stanowią pojedyncze zabudowania w połaci leśnej obok łąki nazywanej lokalnie „Brodawki” na północ od Wólki Komarowskiej i wschód od Żulinek.